# 永見勇
永見 勇（ながみ いさむ、1941年 - ）は日本の社会学者。専門は宗教社会学。

## 経歴
1941年生まれ。1966年に名古屋工業大学工学部繊維工学科を卒業した後、奨学金を得て渡米。シカゴ大学大学院で宗教社会学を学び、1977年に宗教学の博士号を取得。この年に広島大学総合科学部専任講師、後に同助教授。1985年から静岡大学人文学部教授。1989年から立教大学文学部キリスト教学科教授。2005年から名古屋柳城短期大学学長。

## 著書
- 『了解と価値の社会学』出光書店 1983年
- 『象徴としての宗教―多元的現実と科学的世界像をめぐって』 創文社 1993年
- 『生きがい喪失とケアの哲学―死の意味づけを巡って』ハーベスト社  1995年

### 共編
- 『スピリチュアリティといのちの未来―危機の時代における科学と宗教 』永見勇・島薗進 監修　人文書院 2007年

### 翻訳
- ケヴィン・J. ヴァンフーザー 『聖書の物語とリクール哲学』 永見勇・本田芳通 翻訳　新教出版社  1999年
- S・カイトゥームズ『病いの意味―看護と患者理解のための現象学』日本看護協会出版会 2001年